# Klaus Blank
Klaus Blank (* 11. November 1935) ist ein ehemaliger deutscher Fußballspieler.
Blank absolvierte in den beiden Spielzeiten ab 1957 drei Ligaspiele für den Karlsruher SC in der Fußball-Oberliga Süd, der damals höchsten Spielklasse. In seiner ersten Saison war der Verein dabei Meister der Klasse geworden. Abwehrspieler Blank kam aus der eigenen Jugend, spielte hauptsächlich bei den Amateuren des Vereins und wechselte 1961 zum benachbarten Karlsruher FV.